# Trentels
Trentels is een gemeente in het Franse departement Lot-et-Garonne (regio Nouvelle-Aquitaine). De plaats maakt deel uit van het arrondissement Villeneuve-sur-Lot. Trentels telde op 1 januari 2022 866 inwoners.

## Geografie
De oppervlakte van Trentels bedroeg op 1 januari 2022 19,47 vierkante kilometer; de bevolkingsdichtheid was toen 44,5 inwoners per km².

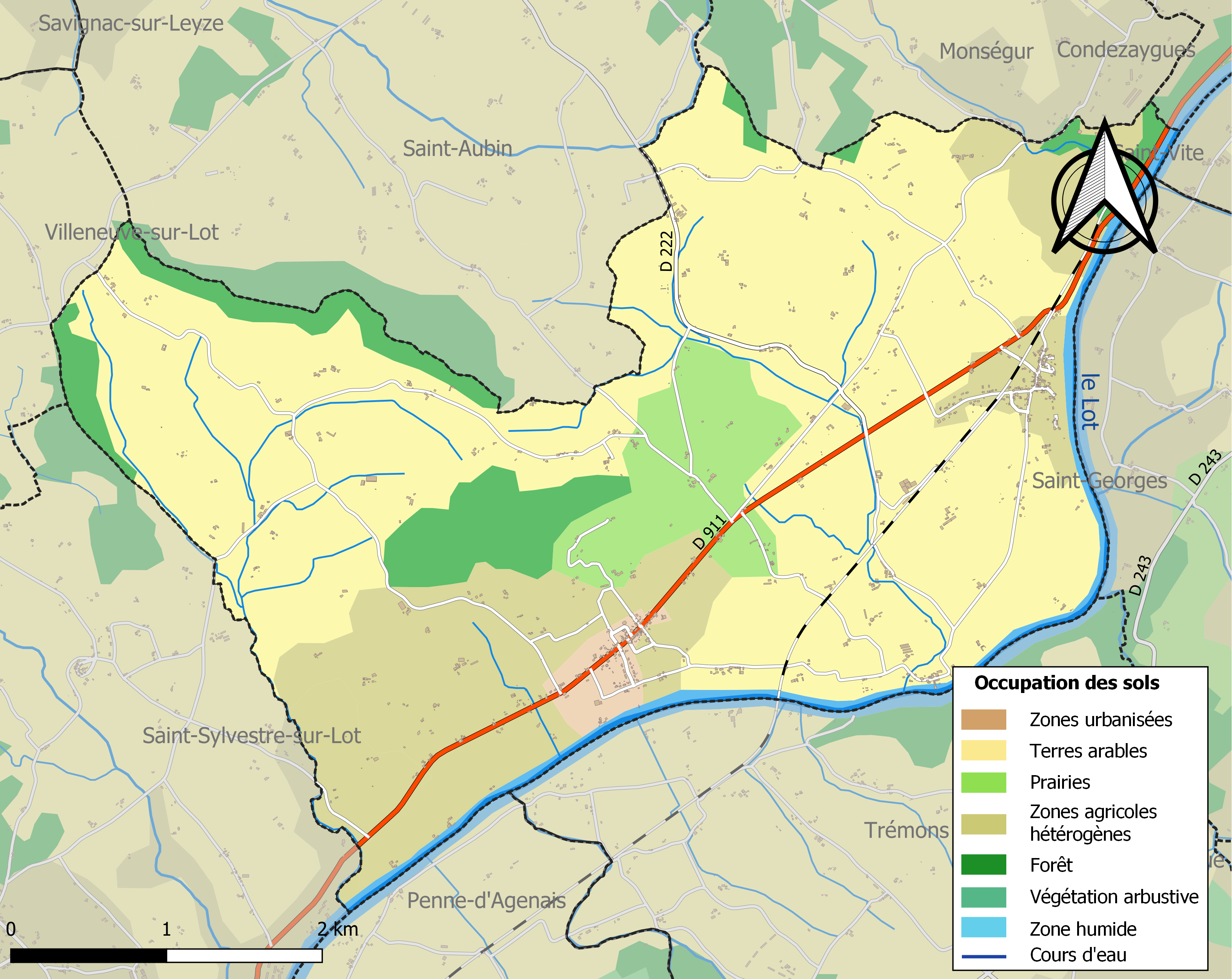
Kaart van de gemeente met de belangrijkste infrastructuur, bodemgebruik en omliggende gemeenten

## Verkeer en vervoer
In de gemeente ligt spoorwegstation Trentels-Ladignac.

## Demografie
Onderstaande figuur toont het verloop van het inwonertal (bron: INSEE-tellingen).